# Région de Hlučín

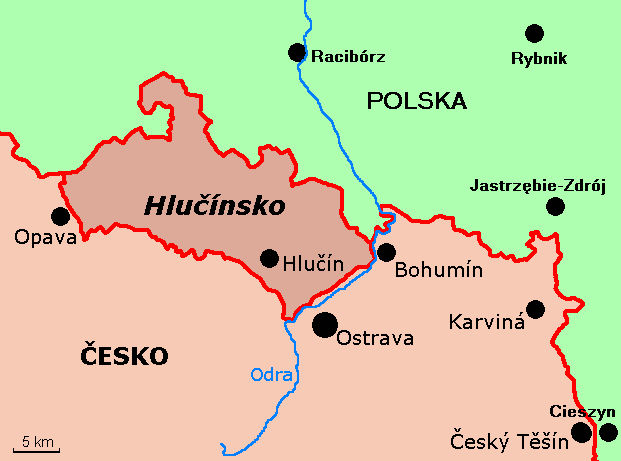
Carte de la région de Hlučín.

La région de Hlučín ou territoire de Hlučín (en tchèque : Hlučínsko, familièrement Prajzsko ; en allemand : Hultschiner Ländchen ;  en polonais : kraik hulczyński) est une partie de la Silésie tchèque, région historique aujourd'hui rattachée à la région de Moravie-Silésie dans le nord-est de la Tchéquie. Le nom de la région proche de la frontière avec la Pologne fait référence à sa plus grande ville : Hlučín.

## Histoire
Les recherches archéologiques suggèrent que la région de Hlučín fut habitée depuis le Néolithique (4500-2500 avant J.-C.). Dès le IXe siècle, le pays fut colonisé par des tribus slaves et faisait partie de la Grande-Moravie.

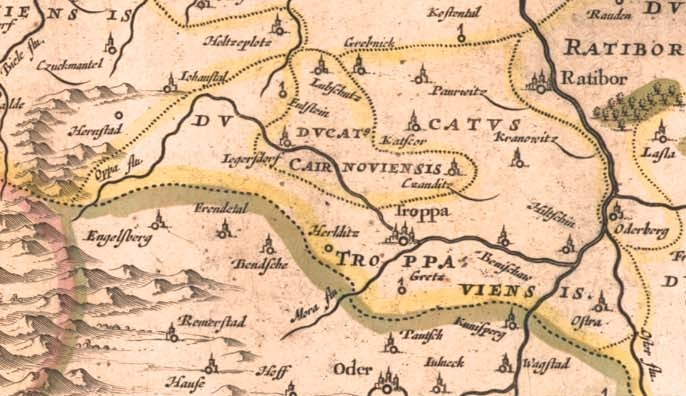
Carte du duché d'Opava (1645).

Après la chute de la principauté morave vers 907, les diocèses d'Olomouc et de Wrocław ont tenté tous deux d'en prendre le contrôle. Les Olomouc finirent par conquérir la région. Elle appartint alors au margraviat de Moravie ; en 1269, néanmoins, le roi Ottokar II de Bohême la sépara de la Moravie pour la rattacher au duché d'Opava dirigé par son fils illégitime le duc Nicolas Ier. Les différences culturelles et l'écart économique se creusèrent avec le reste de la Moravie, sous l'effet de la colonisation germanique. Les croisades contre les hussites ont entraîné une paupérisation dans la région.
À partir de 1526, le duché d'Opava conjoint aux pays de la couronne de Bohême intégra la monarchie de Habsbourg. Au XVIIe siècle, le pays est à nouveau dévasté par la guerre de Trente Ans. L'histoire de Hlučínsko comme entité débute en 1740, après que le roi Frédéric II de Prusse s'engagea dans la première guerre de Silésie et conquit l'essentiel de la province. Conformément aux termes du traité de Breslau, signé le 11 juin 1742 entre Frédéric II et l'impératrice Marie-Thérèse d'Autriche, le duché d'Opava fut partagé de la manière suivante : les territoires au sud de la rivière Opova resta à la Silésie autrichienne, tandis que les territoires au nord, autour de Hlučín, revint au royaume de Prusse. 

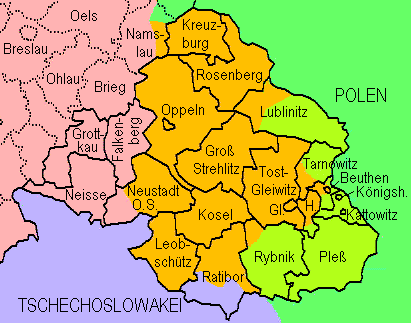
Carte de la zone du plébiscite de Haute-Silésie. En violet : Hlučínsko rattachée à la Tchécoslovaquie avant le plébiscite.

Après le congrès de Vienne, en 1815, la région était incorporée dans le district d'Oppeln au sein de la Silésie prussienne. Avec l'unification allemande en 1871, elle faisait partie de l'Empire allemand, en tant que région frontalière proche de l'Autriche-Hongrie. Ainsi, la région de Hlučín fit l'objet de conflits internationaux à l'issue de la défaite allemande lors de la Première Guerre mondiale. Elle a été formellement revendiquée par le gouvernement de la nouvelle République tchécoslovaque qui a réclamé que la région était en effet habitée par une majorité de personnes de langue tchèque. Avec effet au 4 février 1920, Hlučínsko fut rattachée à la Tchécoslovaquie, suivant l'Article 83 du traité de Versailles. Par conséquent, la population était empêchée de participer au plébiscite de Haute-Silésie en mars 1921.
Le 1er octobre 1938, le jour suivant la signature des accords de Munich, la région fut occupée par les forces terrestres de l'Allemagne nazie sous le commandement du général-colonel Walther von Brauchitsch. Néanmoins, à la différence des autres territoires perdus par la Tchécoslovaquie, Hlučínsko ne fut pas rattachée à la région des Sudètes (Reichsgau Sudetenland) sous la direction de Konrad Henlein, mais à la province prussienne de Silésie en 1939 (la province de Haute-Silésie à partir de 1941).
Après la Seconde Guerre mondiale, Hlučínsko comme le reste de la région des Sudètes, revient à la République tchécoslovaque. Bien qu'une partie de la population germanique («  Allemands des Sudètes ») en fut expulsée, certains restèrent et se déclarèrent citoyens tchécoslovaques. À la Dissolution de la Tchécoslovaquie en 1992, Hlučínsko fut rattachée à la Tchéquie.

## Localités

Carte des localités en Hlučínsko.

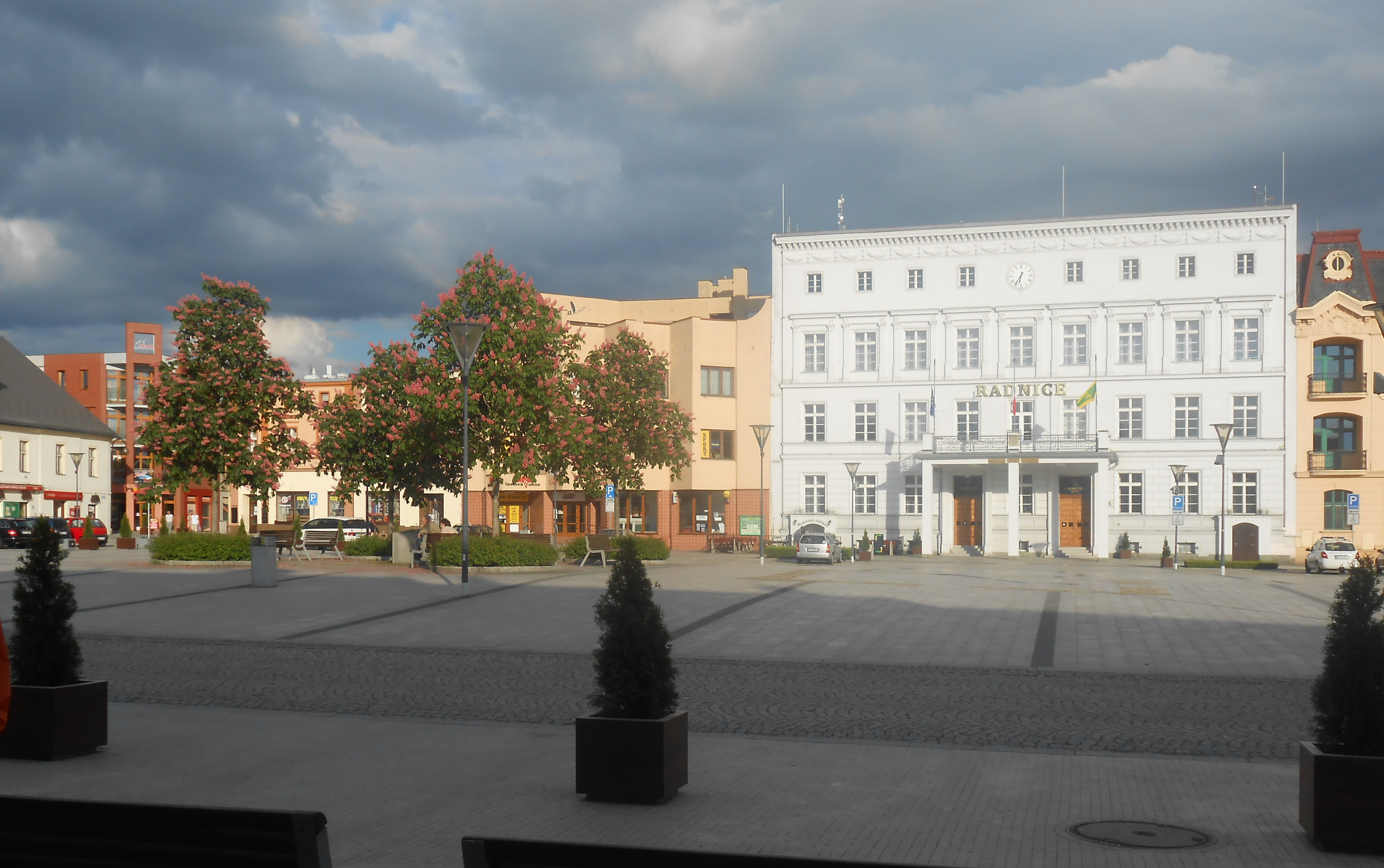
Hôtel de ville de Hlučín.

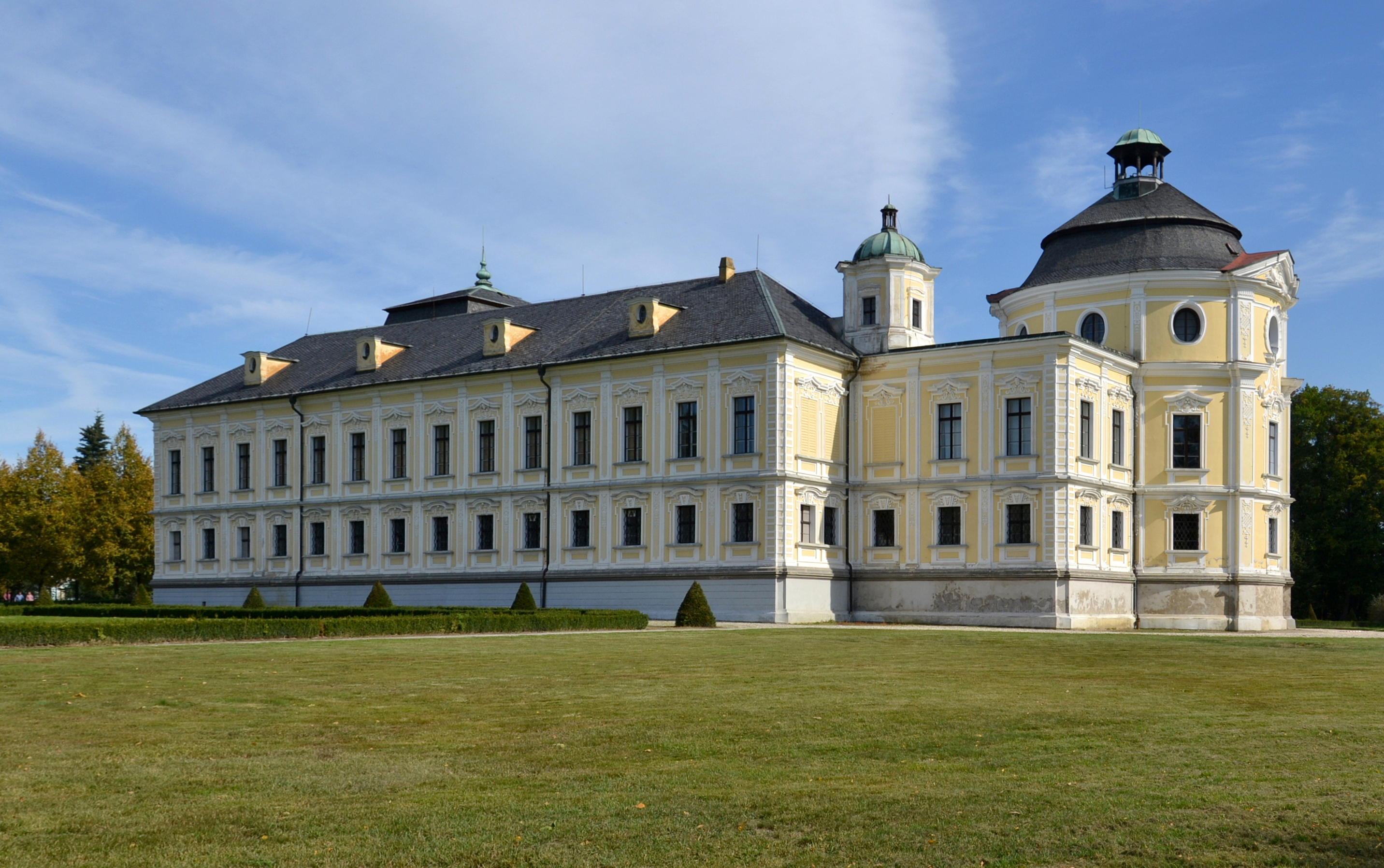
Château de Kravaře.

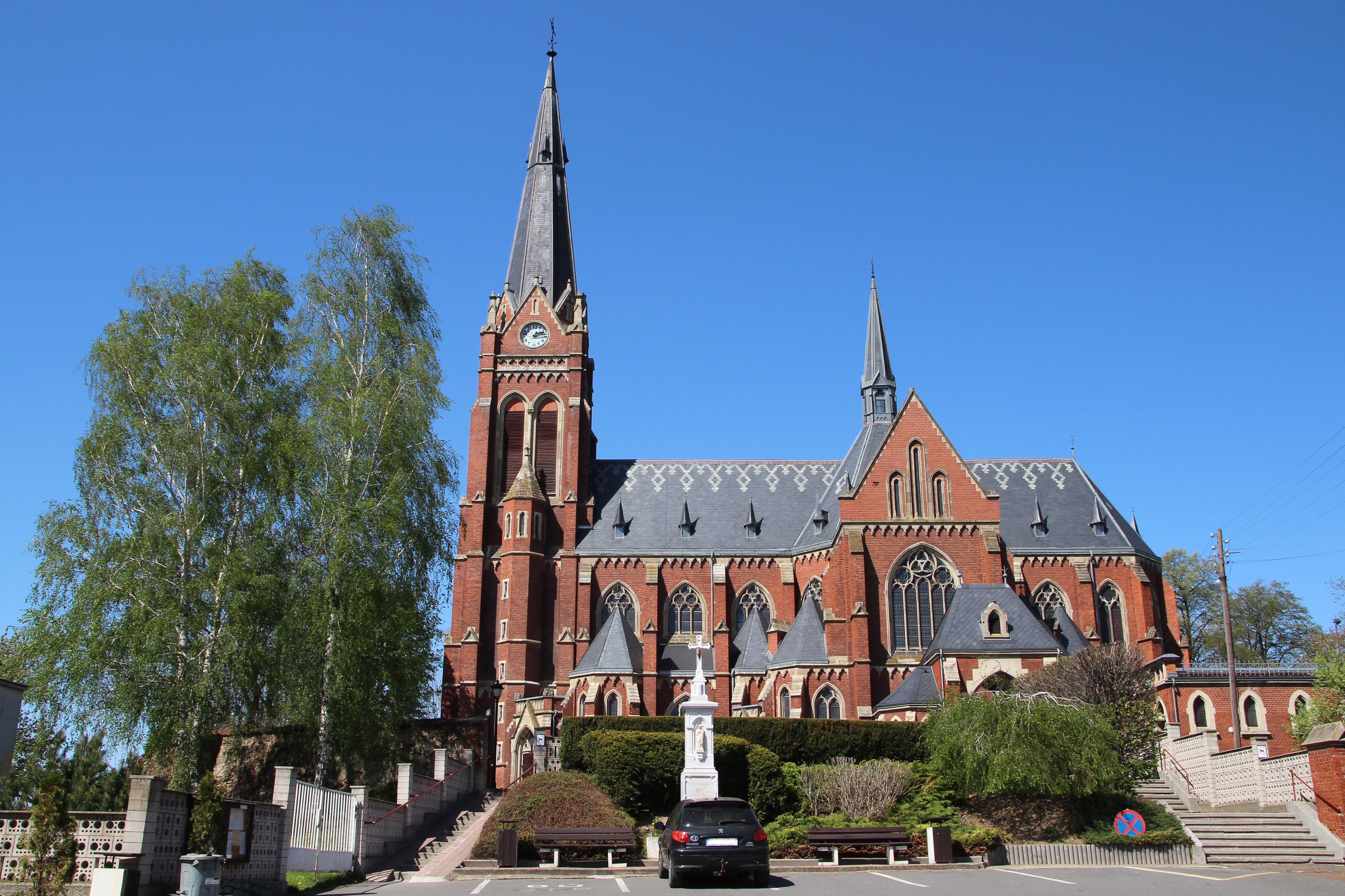
Église Saint-Jean de Sudice.

Les 38 villes et communes de la région de Hlučín :
| Nom (tchèque) | allemand          | polonais          | blason |
| ------------- | ----------------- | ----------------- | ------ |
| Antošovice    | Antoschowitz      | Antoszowice       |        |
| Bělá          | Bielau            | Biała             |        |
| Bobrovníky    | Bobrownik         | Bobrowniki        |        |
| Bohuslavice   | Buslawitz         | Bugusławice       |        |
| Bolatice      | Bolatitz          | Bolacice          |        |
| Darkovice     | Groß Darkowitz    | Darkowice         |        |
| Darkovičky    | Klein Darkowitz   | Darkowice Małe    |        |
| Dobroslavice  | Dobroslawitz      |                   |        |
| Dolní Benešov | Beneschau         | Beneszów          |        |
| Hať           | Haatsch           | Gać               |        |
| Hlučín        | Hultschin         | Hluczyn           |        |
| Hněvošice     | Schreibersdorf    | Gniewoszyce       |        |
| Hošťálkovice  | Hoschialkowitz    | Hoszczałkowice    |        |
| Chlebičov     | Klebsch           | Chlebiczów        |        |
| Chuchelná     | Kuchelna          | Kuchelna          |        |
| Kobeřice      | Köberwitz         | Kobierzyce        |        |
| Koblov        | Koblau            | Koblów            |        |
| Kouty         | Kauthen           | Kąty              |        |
| Kozmice       | Kosmütz           | Koźmice           |        |
| Kravaře       | Deutsch Krawarn   | Krawarz           |        |
| Lhotka        | Ellguth-Hultschin | Ligotka           |        |
| Ludgeřovice   | Ludgierzowitz     | Ludgierzowice     |        |
| Malé Hoštice  | Kleinhoschütz     | Goszczyce Małe    |        |
| Markvartovice | Markersdorf       | Markwartowice     |        |
| Oldřišov      | Odersch           | Oldrzyszów        |        |
| Petřkovice    | Petershofen       | Pietrzkowice      |        |
| Píšť          | Sandau            | Piszcz            |        |
| Rohov         | Rohow             | Rogów             |        |
| Služovice     | Schlausewitz      | Służowice         |        |
| Strahovice    | Strandorf         | Strachowice       |        |
| Sudice        | Zauditz           | Sudzice           |        |
| Šilheřovice   | Schillersdorf     | Szylerzowice      |        |
| Štěpánkovice  | Schepankowitz     | Szczepankowice    |        |
| Třebom        | Thröm             | Trzebom           |        |
| Velké Hoštice | Großhoschütz      | Goszczyce Wielkie |        |
| Vrbka         | Weidental         | Wierzbka          |        |
| Vřesina       | Wreschin          | Wrzesin           |        |
| Zábřeh        | Oppau             | Zabrzeg           |        |
| Závada        | Zawada-Beneschau  | Zawada            |        |